# جوكوف
جوكوف (بالروسية: Жуков) هي إحدى مدن روسيا في الكيان الفدرالي الروسي كالوغا أوبلاست.